# Arnold Safroni-Middleton
George Arnold Haynes Safroni-Middleton (ook: Count Safroni) (Kent County, 3 september 1873 – Streatham, 7 november 1950) was een Brits componist, dirigent, violist, harpist, schrijver en amateur-sterrenkundige. Voor bepaalde werken gebruikte hij het pseudoniem: William H. Myddleton.

## Levensloop
Safroni-Middleton studeerde viool bij Pablo de Sarasate en begon aansluitend een carrière als violist. Hij werd als violist lid van het Orchestra of "Her Majesty's Theatre" in Sydney, het Orchestra of the Opera House in Auckland, het Providence Opera House in Providence (Rhode Island), het Tokyo Orchestra, het Government House (Sarawak) Orchestra en het Government House (Hayti) Mexico Orchestra. Als solist deed hij extensieve concertreizen door Australië, Zuid-Amerika, Italië en Spanje.
Later werd hij kapelmeester van het Orchestra of the Carl Rosa Opera Co te Londen.
Hij huwde op 27 juli 1910 met Alice Elizabetta St. John. Samen hadden zij vijf kinderen: Alice Pauline, Gabrielle, Hugh, Joan en Mary M A.
Als schrijver publiceerde hij talrijke novellen, reisboekken en gedichten. Hij maakte exploraties door Borneo, Papoea-Nieuw-Guinea en Maleisië.
Als componist is hij vooral bekend met zijn marsen en dansen voor harmonieorkest.

## Composities

### Werken voor orkest
- Imperial Echoes (BBC Radio Newsreel march)
- The Leek

### Werken voor harmonieorkest
- American President, mars
- Boys of The Old Brigade
- By Imperial Command, mars
- By Order of the King, mars
- Call of the Empire, mars
- Chanson de la Nuit (Entr'acte)
- Down South
- Firenze (Waltz)
- House of Hanover, mars
- Imperial Echoes, mars
- Imperial March, mars
- King's Cavalier, mars
- Light of the Regiment
- Men of the Mist, mars
- Negro dream
- Salute the Standard, mars
- Samoan Love Waltz
- Sierra Leone, mars
- The Dashing British, mars
- The Last Tryst, concertwals
- The Monk's Dream
- The Night Riders, mars
- The Phantom Brigade, mars
- The Relief, mars
- The Shamrock
- The Scottish Thistle
- The Stronghold, mars

### Toneelwerken
- La Foresta, muzikale komedie
- Gabrielle, muzikale komedie

## Publicaties
- Bush Songs and Oversea Voices - Songs of the South Sea Islands, Australia, London, John Long, 1914, 159 p.
- Sailor and beachcomber : confessions of a life at sea, in Australia and amid the islands of the Pacific, Grant Richards, London, UK, 1915, 304 p.
- A Vagabond's Odyssey Being Further Reminiscences of a Wandering Sailor-Trou Badour in Many Lands, Dodd & Mead, 1916, 328 p.
- Gabrielle of the Lagoon. a Romance of the South Seas, The Solomon Isles. J. B. Lippincott Co., Philadelphia/London, 1919, 286 p.
- South Sea Foam: The Romantic Adventures of a Modern Don Quixote in the Southern Seas, George H. Doran, 1920, 350 p.
- Sestrina; a romance of the South Seas, George H. Doran, 1920, 256 p.
- Tropic shadows, memories of the South Seas, together with reminiscences of the author's sea meetings with Joseph Conrad, London: The Richards Press, 1927, 302 p.
- Tides of sunrise and sunset : the fourth dimension of romance, London : Heath Cranton, 1932. 219 p.
- In the green leaf. A chapter of autobiography, London: Fortune Press, 1950, 199 p.
- Tropic Shadows, New York, Barse & Co.
- Two Faces in Borneo
- Australian Bush Lyrics